# کاخ کنگره آمریکا

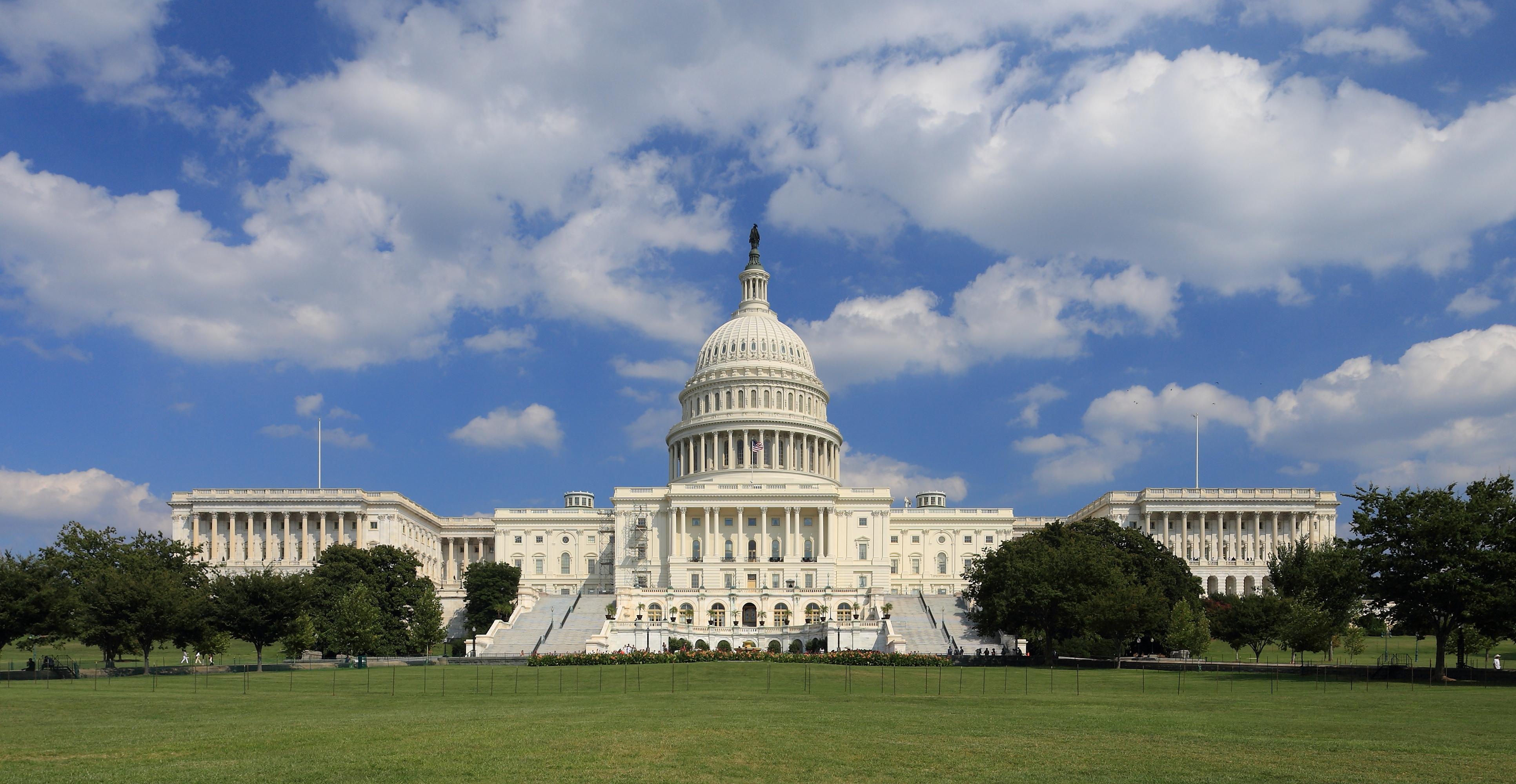
سمت غربی کاخ کنگره آمریکا

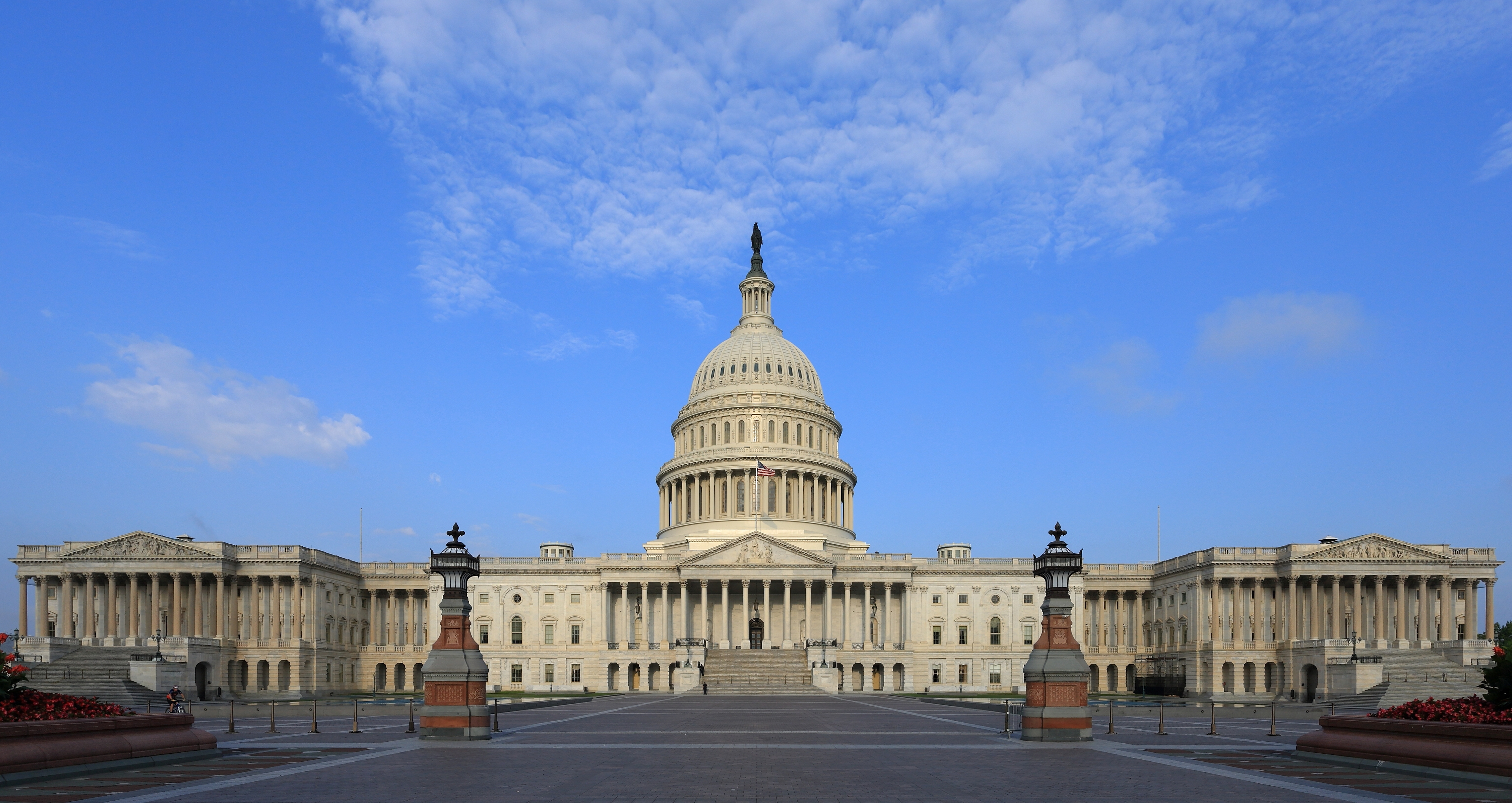
سمت شرقی کاخ کنگره آمریکا

کاخ کنگره آمریکا (به انگلیسی: United States Capitol) یا ساختمان کاپیتول جایگاه دائمی کنگره ایالات متحده آمریکا است، و در کپیتال هیل شهر واشینگتن دی. سی. قرار دارد. شاخه قانون‌گذاری در حکومت فدرال ایالات متحده آمریکا نشست‌های خود را در این مکان برگزار می‌کند.
این بنا اول بار در سال ۱۷۹۳ ساخته شد، و به سبک معماری نئوکلاسیک است. یکی از معماران این بنا بنجامین هنری لاتروب است.
ساختمان شامل دو شاخه است. یکی حامل مجلس نمایندگان ایالات متحده آمریکا، و دیگری حامل مجلس سنای ایالات متحده آمریکا است. بر روی گنبد مرکزی بنا، مجسمه آزادی دیده می‌شود. در ساخت این بنا از معماری نئوکلاسیک رومی بهره جسته‌اند و این تپه نامش را از تپه کاپیتولیوم، یکی از تپه‌های هفتگانهٔ شهر روم، گرفته‌است.

## رویدادهای مهم
ساختمان کاپیتول و نیز سایر زمین‌های کاپیتول هیل میزبان رویدادهای مهمی بوده‌اند مثل روز معارفه (آمریکا) که هر چهار سال یک بار برگزار می‌شود. در این روز در جلوی ساختمان کاپیتول یک نردبان بلند و یک سکو قرار داده می‌شود رویدادهای سالیانه‌ای که در این مکان برگزار می‌شوند عبارتند از روز استقلال ایالات متحده آمریکا، کنسرت روز یادبود ملی، الخ

## نگارخانه

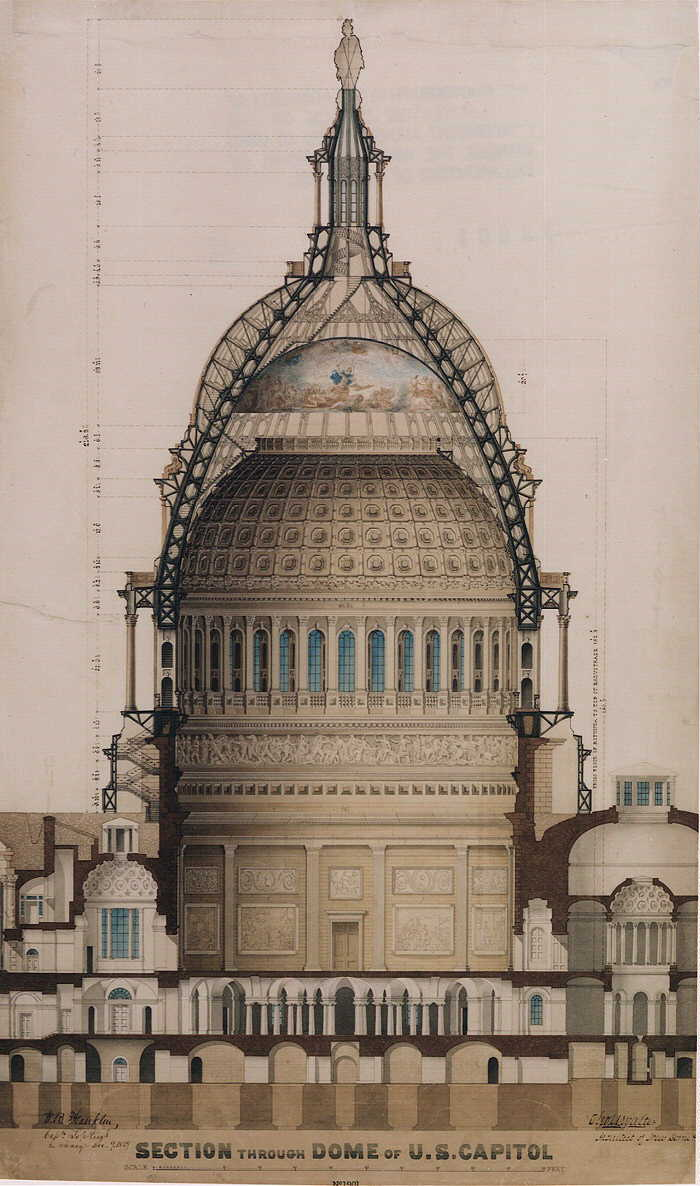
گنبد بنا از نوع دوجداره است
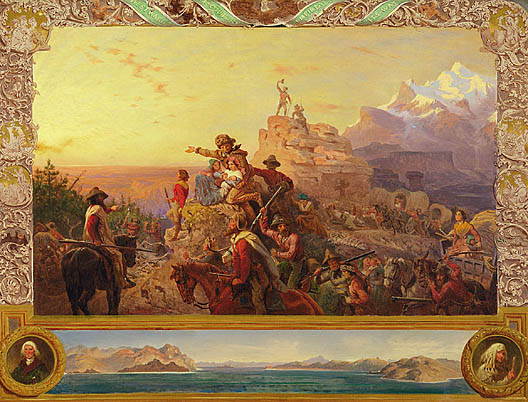
از تابلوهای فراوان دیواری داخل بنا
نماکاری بیرونی در سال ۱۹۸۶
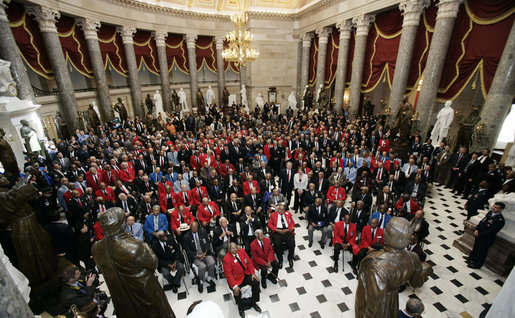
یک گروه بازدید کننده
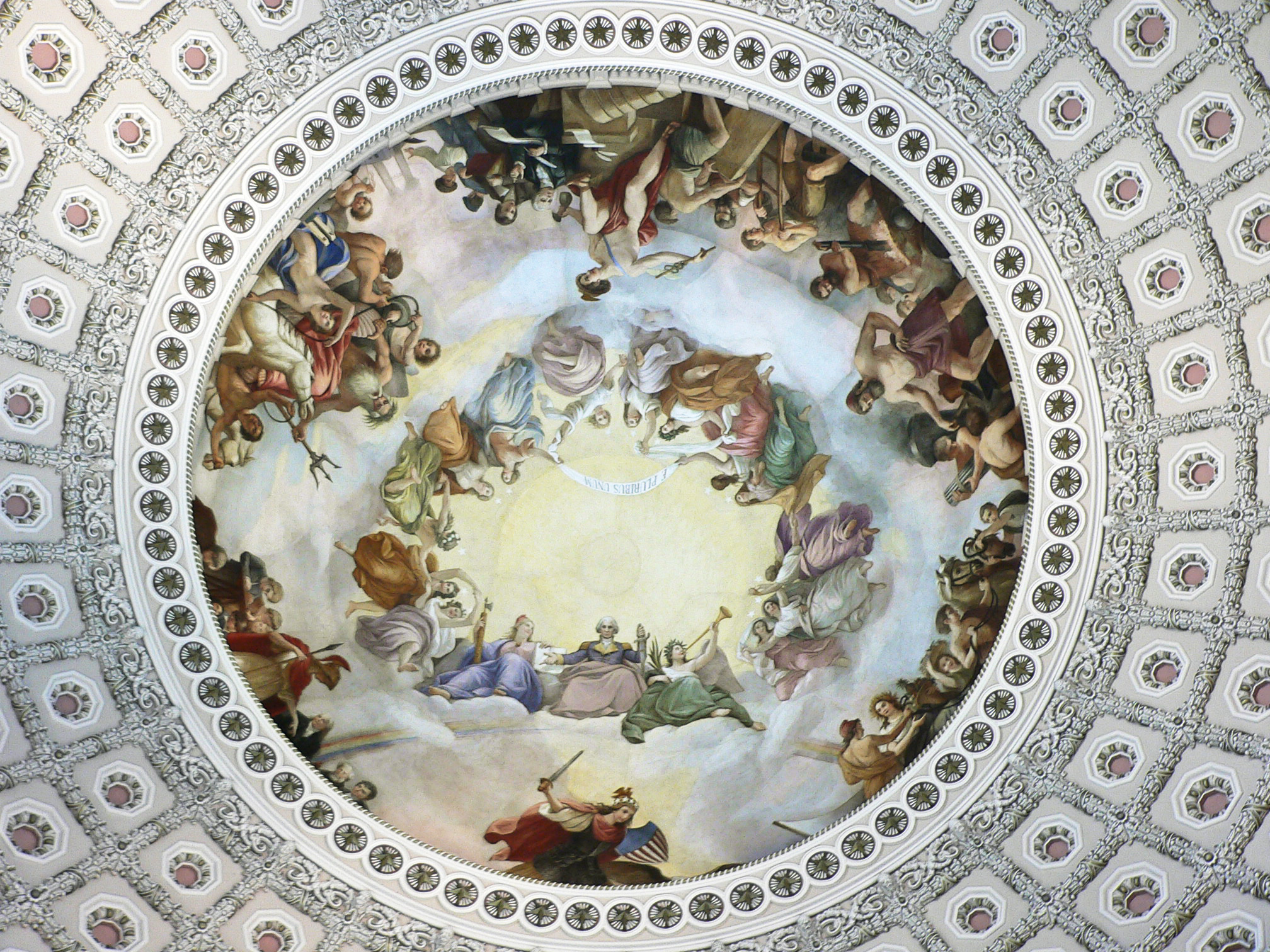
نمایی از زیر داخل گنبد اصلی